# Кичкайло, Геннадий Анатольевич
Геннадий Анатольевич Кичкайло (1972—2000) — старший лейтенант Внутренних войск МВД России, участник второй чеченской войны, Герой Российской Федерации (2000).

## Биография
Родился 25 апреля 1972 года в Ленинграде.
В 1996 году он окончил Санкт-Петербургское высшее военное командное училище Внутренних войск МВД России. Служил на должностях командира взвода, заместителя командира роты по работе с личным составом. Участвовал в боях на территории Дагестана и Чечни.
12 марта 2000 года в ходе боёв за населённый пункт Комсомольское Кичкайло командовал ротой 33-й отдельной бригады оперативного назначения. Оценив обстановку, он усилил огонь в центре обороны и двумя взводами окружил дом, где засели боевики. Открыв огонь, рота уничтожила пятнадцать сепаратистов и захватила трофеи. 14 марта рота подверглась атаке большой группы боевиков. Кичкайло приказал своим подчинённым отходить, а сам остался с несколькими солдатами прикрывать отход. Действия Кичкайло позволили успешно задержать противника. При отходе к своим позициям он был тяжело ранен осколками гранатомётного снаряда. Боевики попытались захватить Кичкайло в плен, но тот подорвал себя гранатой вместе с ними. Похоронен на городском (Бабигонском) кладбище г. Петергофа.
Указом Президента Российской Федерации № 1632 от 9 сентября 2000 года старший лейтенант Геннадий Кичкайло посмертно был удостоен высокого звания Героя Российской Федерации.